# Молиона
Молиона. (др.-греч. Μολιόνη, у Павсания Молина) — персонаж древнегреческой мифологии. Жена Актора. Родила от Посейдона близнецов Ктеата и Еврита. После убийства её сыновей Гераклом потребовала удовлетворения от аргивян, затем от коринфян. Тогда она наложила проклятие на сограждан, если они не захотят отказаться от участия в Истмийских играх.